# Anita Woolfolk
Anita Woolfolk (* 6. Oktober 1947 in Fort Worth, Texas) ist eine US-amerikanische Psychologin, die in der Pädagogischen Psychologie spezialisiert ist. Sie ist in der Forschung tätig und ist Autorin mehrerer wissenschaftlicher Werke.
Woolfolk absolvierte 1969 ihr Studium in Psychologie an der University of Texas at Austin, 1972 machte sie ebenda den Doktor in Pädagogischer Psychologie. Zwischen 1973 und 1994 war sie Dozentin für Pädagogische Psychologie an der Rutgers University. Von 1994 bis 2012 war sie Professorin für Pädagogik an der Ohio State University.

## Werke
- Educational Psychology. 12. Auflage. Pearson, The Ohio State University 2013, ISBN 978-0-13-261316-3.
  - Pädagogische Psychologie. Pearson Studium, München 2008, ISBN 978-3-8273-7279-6 (deutsche Übersetzung nach der 10. US-amerikanischen Auflage).